# 3378 Susanvictoria
3378 Susanvictoria је астероид главног астероидног појаса чија средња удаљеност од Сунца износи 2,316 астрономских јединица (АЈ).
Апсолутна магнитуда астероида је 13,3.